# Philipotabanus engimus
Philipotabanus engimus är en tvåvingeart som beskrevs av Philip 1954. Philipotabanus engimus ingår i släktet Philipotabanus och familjen bromsar. Inga underarter finns listade i Catalogue of Life.